# سيات أروسا
سيات أروسا (بالإنجليزية: SEAT Arosa)‏ هي سيارة من تصنيع شركة سيات.

## مرجع
1. ↑  
"Ultimatecarpage.com -". مؤرشف من الأصل في 2019-08-22. اطلع عليه بتاريخ 2014-03-26.